# Großsteingrab Schlatkow
Das Großsteingrab Schlatkow ist eine megalithische Grabanlage der jungsteinzeitlichen Trichterbecherkultur bei Schlatkow, einem Ortsteil von Schmatzin im Landkreis Vorpommern-Greifswald (Mecklenburg-Vorpommern).

## Lage
Das Grab befindet sich etwa 800 m südsüdwestlich von Schlatkow am Rand eines Waldstücks.

## Beschreibung
Die Anlage besitzt eine gut erhaltene Grabkammer, bei der es sich um einen Großdolmen handelt.